# Marrack Goulding
Pour les articles homonymes, voir Goulding.
 (juillet 2012).
Si vous disposez d'ouvrages ou d'articles de référence ou si vous connaissez des sites web de qualité traitant du thème abordé ici, merci de compléter l'article en donnant les références utiles à sa vérifiabilité et en les liant à la section « Notes et références ».
Marrack Goulding, né le 2 septembre 1936 à Plymouth et mort le 9 juillet 2010, est un diplomate britannique au service des Nations unies.

## Biographie

### Formation
Marrack Goulding étudie à Londres puis au Magdalen College d'Oxford où il suit les cours de Literae Humaniores (lettres classiques et humanités).

### Carrière diplomatique
Goulding embrasse la carrière diplomatique en 1959 et est en poste à l'ambassade du Royaume-Uni au Koweït de 1961 à 1964, avant de revenir à Londres où il travaille au sein du bureau des Affaires étrangères et du Commonwealth, le Foreign Office. En 1968, il prend la tête de la mission diplomatique britannique à Tripoli en Libye et plus tard travaille à l'ambassade du Caire en Égypte.
Après un nouveau séjour à Londres, au Foreign Office puis au bureau du Cabinet, il travaille à l'ambassade de Lisbonne au  Portugal en 1977, puis à partir de 1979, il est en poste à la mission britannique auprès de l'ONU à New York. Entre 1983 et 1985, il est ambassadeur auprès de l'Angola et de Sao Tomé-et-Principe.

### Carrière à l'ONU
En janvier 1986, il devient sous-secrétaire général de l'ONU, sous le mandat de Javier Pérez de Cuéllar. Il dirige les opérations de maintien de la paix et en 1992, à la création du Département des opérations de maintien de la paix (DOMP) par Boutros Boutros-Ghali, il devient le premier secrétaire général adjoint responsable de ce département. Il occupe le poste jusqu'en mars 1993, date à laquelle il est remplacé par Kofi Annan. Entre 1993 et 1996, il est secrétaire général adjoint aux affaires politiques À partir de 1993, il était responsable pour les missions de préservation de la paix dans 13 pays, notamment la Yougoslavie, l'Angola et le Mozambique.

### Autres activités
Après ses travaux au sein du secrétariat général de l'ONU, Marrack Goulding signe en 2004, avec 52 diplomates britanniques, une lettre de critique de la politique du Royaume-Uni à l'égard du Moyen-Orient.
Critique également de l'intervention militaire américaine en Irak, il a plaidé pour la mise en œuvre d'une force de sécurité dans laquelle les pays arabes seraient représentés sous l'égide de l'ONU.

## Source
- (en) Cet article est partiellement ou en totalité issu de l’article de Wikipédia en anglais intitulé « Marrack Goulding » (voir la liste des auteurs).